# Goga Gagnidze
Goga Goczewicz Gagnidze (ros. Гога Гочевич Гагнидзе; ur. 15 listopada 1992 roku) – białoruski zapaśnik walczący w stylu klasycznym. Piąty w Pucharze Świata w 2016 roku.